# 因陀羅跋摩五世
因陀罗跋摩五世（梵文名：Indravarman V，?—?），占婆（占城）10世紀后期国王。
《宋史》记载他名为杨陀排，《大越史記全書》记载他名为冰王罗、俱尸利叮呷排麻罗。越南人刘继宗死后，占婆人立他为王，建立第八王朝。990年，大瞿越（越南前黎朝）皇帝黎桓出兵夺取占婆地哩州（今越南广平省）等地，俘获甚多。因陀罗跋摩五世向宋朝投诉“为交州所攻，国中人民财宝皆为所略”，宋太宗令黎桓和占城“各令保境”。992年，黎桓将在地哩州所获的三百六十余人，和乌里州（今顺化）归还给占婆。994年，占婆赴越使节因礼节之事让黎桓不满，因陀罗跋摩五世派王孙制荄入朝大瞿越。995年至997年，占婆连番出击大瞿越边境。997年，黎桓击退占婆军，向宋朝说明情况，宋朝廷“优诏答之”，赐给带、甲马。